# Chiesa dell'Immacolata (Mottola)
La Chiesa dell'Immacolata, detta il Convento, è un edificio religioso di Mottola.

## Storia
Sulla parte orientale della collina si trovava già all'inizio del Duecento una cappella dedicata a Santa Maria della Vetera.
La leggenda vuole che intorno al 1200 San Francesco visitò il paese di Mottola e per l'occasione, i fedeli lo ospitarono presso questa chiesa. Una volta che il Santo lasciò il paese, i cittadini, ritornati sul posto dove aveva dormito, ritrovarono l'impronta del viso del Santo sulla pietra che era stata usata come cuscino. 
Nel 1283 sul posto venne costruita la cappella maggiore di Santa Maria della Vetera, proprio di fianco al convento. La chiesa era a due navate strette e basse, con quattro altari laterali, fra cui uno dedicato a San Giorgio. Le pitture delle pareti laterali sono dell'XI secolo, mentre i resti dell'altare maggiore sono del XIII secolo. In seguito alla devastazione di Mottola da parte dei francesi il cenobio e la chiesa furono abbandonati. Nel 1686 crollarono e furono ricostruiti dai frati. Il monastero ebbe un nuovo piano superiore e il tempio sacro, dedicato a San Francesco d'Assisi, risultò ad una sola navata e più alto. Nell'angolo a sud-est rimase una torretta circolare, alta circa 10 metri, eretta a difesa della città. La chiesa e il convento vennero tolti ai padri conventuali nel 1809 dallo Stato. La chiesa rimase chiusa fino al 1840, quando dopo la supplica al Re del Canonico Domenico Buttiglione fu ripristinata e dedicata all'Immacolata. Nel 1854, grazia al Duca Nicola De Sangro, da Napoli arrivano le statue lignee della Vergine Immacolata, dei Santi Medici e dell'Addolorata (descritta in alcuni documenti come "Vergine dei Sette Dolori"). Nel 1867 presso l'ex convento si trasferirono i Regi Carabinieri, le carceri, le poste ed il telegrafo, nonché la "Ruota degli esposti", ovvero il posto dove venivano abbandonati alla pubblica pietà i bambini illegittimi o indesiderati. Dal 28 settembre 1873 è sede anche della Confraternita dell'Immacolata. Il convento in seguito fu utilizzato come locale pubblico. Dal 1941 al 2005, l'ex convento francescano è stata la sede della Stazione dei Carabinieri di Mottola. Divenne sede parrocchiale nel 1960 con decreto del Vescovo di Castellaneta Mons. Nicola Riezzo. Subito dopo la riforma liturgica del Concilio Vaticano II, la Chiesa subì gli adeguamenti dettati dai Padri conciliari. Il 10 febbraio 1975 fu chiusa perché pericolante e necessitava di un accurato restauro. Fu riaperta al pubblico da Mons. Ennio Appignanesi il 15 settembre 1985.

## Interno della chiesa
La chiesa è a pianta rettangolare, ad una sola navata, ed oltre all'altare principale presenta sei altari laterali, di cui uno consacrato a San Francesco d'Assisi. La chiesa della Vetera, i cui resti sono conservati nei sotterranei della attuale struttura, era a pianta binavata e presentava quattro altari laterali, uno dei quali quasi sicuramente dedicato a San Giorgio. Sono ancora leggibili piccoli brandelli di affreschi appartenenti alla originaria decorazione pittorica, risalente alla fine del Duecento. La decorazione interna degli stucchi che ornano le pareti, il soffitto e gli altari è in stile tardo barocco, con alcune pitture di particolare pregio artistico effigiate in stile neoclassico sulla volta del tempio, risalenti al XVIII secolo. Partendo dall'entrata, sulla volta in alto sono presenti alcune scene bibliche: "il sacrificio di Abramo", con l'Angelo che ferma la mano armata che sta per immolare Isacco; quindi, dopo la raffigurazione in rilievo dello "Spirito Santo", abbiamo un altro notevole affresco che rappresenta il sacerdozio di Melchisedek. Infine, sul soffitto dell'abside è raffigurata un maestoso affresco dell'Assunzione della Vergine.